# Давид ди Донателло 2016
61-я церемония вручения наград премии «Давид ди Донателло» проводилось 18 апреля 2016 года.

## Победители и номинанты
Победители выделены жирным шрифтом:

### Лучший фильм
- Идеальные незнакомцы, режиссёр Паоло Дженовезе
- Море в огне, режиссёр Джанфранко Рози
- Страшные сказки, режиссёр Маттео Гарроне
- Не будь злым, режиссёр Клаудио Калигари
- Молодость, режиссёр Паоло Соррентино

### Лучшая режиссура
- Маттео Гарроне — Страшные сказки
- Джанфранко Рози — Море в огне
- Клаудио Калигари — Не будь злым
- Паоло Дженовезе — Идеальные незнакомцы
- Паоло Соррентино — Молодость

### Лучший дебют в режиссуре
- Габриеле Майнетти[англ.] — Меня зовут Джиг Робот
- Карло Лаванья — Арианна
- Адриано Валерио — Поездка
- Пьеро Мессина — Ожидание
- Франческо Миччике и Фабио Бонифаччи — Loro chi?
- Альберто Кавилья — Овцы в траве

### Лучший сценарий
- Паоло Дженовезе, Филиппо Болонья, Паоло Костелла, паоло Маммини и Роландо Равелло — Идеальные незнакомцы
- Маттео Гарроне, Эдоардо Альбинати, Уго Кити и Массимо Гаудиозо — Страшные сказки
- Никола Гуальяноне[итал.] и Менотти — Меня зовут Джиг Робот
- Клаудио Калигари, Франческа Серафини и Джордано Меаччи — Не будь злым
- Паоло Соррентино — Молодость

### Лучший продюсер
- Габриеле Майнетти[англ.] для Goon Films с Rai Cinema — Меня зовут Джиг Робот
- 21uno Film, Stemal Entertainment, Istituto Luce Cinecittà, Rai Cinema и Les Films d’Ici с Arte France Cinéma — Море в огне
- Archimede и Rai Cinema — Страшные сказки
- Паоло Бонья, Симоне Изола и Валерио Мастандреа для Kimera Film, с Rai Cinema и Taodue Film, ассоциированный продюсер Пьетро Вальсекки, в сотрудничестве с Leone Film Group — Не будь злым
- Никола Джулиано, Франческа Чима, Карлотта Калори для Indigo Film — Молодость

### Лучшая женская роль
- Иления Пасторелли — Меня зовут Джиг Робот
- Паола Кортеллези — И будут последние последними
- Сабрина Ферилли — Io e lei
- Жюльет Бинош — Ожидание
- Валерия Голино — Ради тебя
- Анна Фольетта — Идеальные незнакомцы
- Астрид Берже-Фрисби — Аляска

### Лучшая мужская роль
- Клаудио Сантамария — Меня зовут Джиг Робот
- Лука Маринелли — Не будь злым
- Алессандро Борги — Не будь злым
- Валерио Мастандреа — Идеальные незнакомцы
- Марко Джаллини — Идеальные незнакомцы

### Лучшая женская роль второго плана
- Антония Труппо — Меня зовут Джиг Робот
- Пьера Дельи Эспости — Assolo
- Элизабетта Де Вито — Не будь злым
- Соня Бергамаско — К чёрту на рога
- Клаудия Кардинале — Последняя остановка

### Лучшая мужская роль второго плана
- Лука Маринелли — Меня зовут Джиг Робот
- Валерио Бинаско — Аляска
- Фабрицио Бентивольо — И будут последние последними
- Джузеппе Баттистон — La felicità è un sistema complesso
- Алессандро Борги — Субура

### Лучшая операторская работа
- Питер Сушицки — Страшные сказки
- Микеле Д’Аттаназио — Меня зовут Джиг Робот
- Маурицио Кальвези — Не будь злым
- Паоло Карнера — Субура
- Лука Бигацци — Молодость

### Лучшая музыка
- Дэвид Лэнг — Молодость
- Александр Деспла — Страшные сказки
- Эннио Морриконе — Двое во вселенной
- Мишель Брага и Габриеле Майнетти[англ.] — Меня зовут Джиг Робот
- Паоло Вивальди при сотрудничестве Алессандро Сартини — Не будь злым

### Лучшая песня
- Simple Song #3 — музыка и слова Дэвид Лэнг, интерпретация Суми Джо — Молодость
- Torta di noi — музыка, текст и интерпретация Niccolò Contessa — La felicità è un sistema complesso
- A cuor leggero — музыка, текст и интерпретация Риккардо Синигаллия — Не будь злым
- Идеальные незнакомцы — музыка Бунгаро и Чезаре Кьодо, тексты и исполнение Фьореллы Манноя — Идеальные незнакомцы
- La prima Repubblica — музыка, текст и интерпретация Кекко Дзалоне — К чёрту на рога

### Лучшая художественная постановка
- Дмитрий Капуани и Алессия Анфузо — Страшные сказки
- Маурицио Сабатини — Двое во вселенной
- Массимилиано Стуриале — Меня зовут Джиг Робот
- Джада Калабрия — Не будь злым
- Паки Медури — Субура[2]
- Людовика Феррарио — Молодость

### Лучший костюм
- Массимо Кантини Паррини — Страшные сказки
- Джемма Масканьи — Двое во вселенной
- Мэри Монтальто — Меня зовут Джиг Робот
- Кьяра Феррантини — Не будь злым
- Карло Поджоли — Молодость

### Лучший визаж
- Gino Tamagnini, Вальтер Касотто, Луиджи Д’Андреа — Страшные сказки
- Энрико Якопони — Двое во вселенной
- Джулио Пецца — Меня зовут Джиг Робот
- Лиди Мини — Не будь злым
- Маурицио Сильви — Молодость

### Лучший парикмахер
- Франческо Пегоретти — Страшные сказки
- Элена Грегорини — Двое во вселенной
- Анджело Ваннелла — Меня зовут Джиг Робот
- Шарим Сабатини — Не будь злым
- Альдо Синьоретти — Молодость

### Лучший монтаж
- Андреа Магуоло, при сотрудничестве Федерико Конфорти — Меня зовут Джиг Робот
- Якопо Куадри — Море в огне
- Консуэло Катуччи — Идеальные незнакомцы
- Патрицио Мароне — Субура
- Кристьяно Травальоли — Молодость

### Лучший звук
- Ангело Бонанни — Не будь злым
- Маричетта Ломбардо — Страшные сказки
- Валентино Джанни — Меня зовут Джиг Робот
- Умберто Монтесанти — Идеальные незнакомцы
- Эммануэле Черере — Молодость

### Лучший визуальный эффект
- Makinarium - Страшные сказки
- EDI - Effetti Digitali Italiani - Game Therapy
- Chromatica - Меня зовут Джиг Робот
- Visualogie - Субура
- Peerless - Молодость

### Лучший документальный фильм
- S is for Stanley - Trent'anni dietro al volante per Stanley Kubrick режиссёр Алекс Инфашелли
- I bambini sanno режиссёр Вальтер Вельтрони
- Harry's Bar режиссёр Карлотта Черкуэтти
- Другая сторона режиссёр Роберто Минервини
- Revelstoke. Un bacio nel vento режиссёр Никола Моруцци

### Лучший короткометражный фильм
- Bellissima режиссёр Алессандро Капитани
- A metà luce 2016 режиссёр Анна Джиганте
- Dove l'acqua con altra acqua si confonde режиссёр Gianluca Mangiasciutti и Массимо Лой
- La ballata dei senzatetto режиссёр Моника Манганелли
- Per Anna режиссёр Андреа Дзулиани

### Лучший европейский фильм
- Сын Саула режиссёр Ласло Немеш
- 45 лет режиссёр Эндрю Хэй
- Новейший завет режиссёр Жако Ван Дормаль
- Идеальный день режиссёр Фернандо Леон Де Араноа
- Девушка из Дании режиссёр Том Хупер

### Лучший иностранный фильм
- Шпионский мост режиссёр Стивен Спилберг
- Кэрол режиссёр Тодд Хейнс
- В центре внимания режиссёр Том Маккарти
- Головоломка режиссёр Пит Доктер
- Помнить режиссёр Атом Эгоян

### Premio David giovani
- Двое во вселенной режиссёр Джузеппе Торнаторе
- Аляска режиссёр Клаудио Капеллини
- И будут последние последними режиссёр Массимилиано Бруно
- Не будь злым режиссёр Клаудио Калигари
- К чёрту на рога режиссёр Дженнаро Нунцианте

### За жизненные достижения
- Паоло Тавиани
- Витторио Тавиани
- Джина Лоллобриджида

### Mercedes-Benz Future Award
- Меня зовут Джиг Робот режиссёр Габриеле Майнетти[англ.]
- Другая сторона режиссёр Роберто Минервини
- Субура режиссёр Стефано Соллима
- Аляска режиссёр Клаудио Капеллини

## Премии/Номинации
- Меня зовут Джиг Робот 7/16
- Страшные сказки 7/12
- Молодость 2/14
- Идеальные незнакомцы 2/9
- Не будь злым 1/16
- Двое во вселенной 1/6
- Сын Саула 1/1
- Il ponte delle spie 1/1
- Bellissima 1/1
- S is for Stanley - Trent'anni dietro al volante per Stanley Kubrick 1/1
- Субура 0/5
- Море в огне 0/4
- И будут последние последними 0/3
- Аляска 0/3
- К чёрту на рога 0/3
- Ожидание 0/2
- La felicità è un sistema complesso 0/2